# 1964년 유러피언 네이션스컵 결승전
1964년 유러피언 네이션스컵 결승전(스페인어: Final de la Eurocopa 1964)은 1964년 6월 21일에 1964년 유러피언 네이션스컵의 우승 팀을 가리기 위해 진행된 축구 경기이다. 이 경기는 스페인과 소련 간의 경기로 마드리드의 에스타디오 산티아고 베르나베우에서 열렸다. 이 경기에서 스페인이 소련을 2-1로 누르고 대회에서 우승을 차지하였다.

## 경기 상세 정보
| 스페인                     | 2 – 1    | 소련          |
| -------------------------- | -------- | ------------- |
| 페레다 6′ · 마르셀리노 84′ | (리포트) | 후사이노프 8′ |

| 스페인 | 소련 |

|               |    |                       |  |
| GK            | 1  | 호세 앙헬 이리바르    |  |
| DF            | 2  | 펠리시아노 리비야     |  |
| DF            | 3  | 페란 올리베야 (c)     |  |
| DF            | 4  | 이사시오 카예하       |  |
| MF            | 5  | 이그나시오 소코       |  |
| MF            | 6  | 조세프 마리아 푸스테  |  |
| FW            | 7  | 아만시오 아마로       |  |
| FW            | 8  | 헤수스 마리아 페레다  |  |
| FW            | 9  | 마르셀리노 마르티네스 |  |
| FW            | 10 | 루이스 수아레스       |  |
| FW            | 11 | 카를로스 라페트라     |  |
| 감독:         |    |                       |  |
| 호세 비얄롱가 |    |                       |  |

|                   |    |                       |  |
|                   |    |                       |  |
| GK                | 1  | 레프 야신             |  |
| RB                | 6  | 빅토르 아니치킨       |  |
| CB                | 2  | 빅토르 슈스티코프     |  |
| CB                | 3  | 알베르트 셰스테르뇨프 |  |
| LB                | 4  | 예두아르트 무드리크   |  |
| CM                | 5  | 발레리 보로닌         |  |
| CM                | 10 | 알렉세이 코르네예프   |  |
| RW                | 7  | 이고리 치슬렌코       |  |
| LW                | 11 | 갈림잔 후사이노프     |  |
| FW                | 8  | 발렌틴 이바노프 (c)   |  |
| FW                | 9  | 빅토르 포네델니크     |  |
| 감독:             |    |                       |  |
| 콘스탄틴 베스코프 |    |                       |  |